# Västlig snärtfågel
Västlig snärtfågel (Psophodes nigrogularis) är en fågel i familjen snärtfåglar inom ordningen tättingar.

## Utseende och läte
Västlig snärtfågel är en medelstor grå tätting med lång stjärt och spetsig huvudtofs. Fjäderdräkten är mestadels grå med ljusa stjärtspetsar och grönaktig ton på vingarna. Svart på strupen är inramat av ett brett vitt mustaschstreck. Bland lätena hörs utdragna visslade fraser.

## Utbredning och systematik
Västlig snärtfågel förekommer i södra och sydvästra Australien. Den delas in i fyra underarter med följande utbredning:
- nigrogularis-gruppen
  - Psophodes nigrogularis nigrogularis – förekommer i  sydvästligaste Western Australia (området vid Two Peoples Bay)
  - Psophodes nigrogularis oberon – förekommer i sydvästra Western Australia
- leucogaster-gruppen
  - Psophodes nigrogularis leucogaster – förekommer i mallee i södra Eyrehalvön och södra Yorkehalvön och näraliggande gränsen till Victoria
  - Psophodes nigrogularis lashmari – förekommer på Kangaroo Island (South Australia)

## Levnadssätt
Västlig snärtfågel är en marklevande fågel som hittas i tätvuxna hed- och buskmarker. Den är vanligen mycket skygg och svår att få syn på.

## Status
Västlig snärtfågel har ett stort utbredningsområde, men beståndet är relativt litet, uppskattat till 13 500 vuxna individer. IUCN kategoriserar arten som livskraftig.